# Carex pilulifera
Carex pilulifera é uma espécie de planta com flor pertencente à família Cyperaceae. 
A autoridade científica da espécie é L., tendo sido publicada em Species Plantarum 976. 1753.

## Portugal
Trata-se de uma espécie presente no território português, nomeadamente os seguintes táxones infraespecíficos:
- Carex pilulifera subsp. azorica - presente no Arquipélago dos Açores. Em termos de naturalidade é endémica da região atrás referida. Não se encontra protegida por legislação portuguesa ou da Comunidade Europeia.
- Carex pilulifera subsp. pilulifera - presente em Portugal Continental e no Arquipélago da Madeira. Em termos de naturalidade é nativa das duas regiões atrás referidas. Não se encontra protegida por legislação portuguesa ou da Comunidade Europeia.